# Ulica Generała Władysława Sikorskiego w Sanoku
Ulica Generała Władysława Sikorskiego w Sanoku – ulica w dzielnicy Śródmieście miasta Sanoka.
W toku dokonywanych zmian nazw ulic w Sanoku w 1913 podjęto decyzję nazwania ulicy Ochronki dla odcinka biegnącego od ul. Tadeusza Kościuszki do ul. Juliusza Słowackiego. Później przemianowano ją na ul. Antoniego Małeckiego, który w 1905 został wybrany członkiem komisji mającej zbadać gospodarkę w sanockiej fabryce wagonów celem rozpoznania jej nierentowności. W okresie PRL nazwa została przemianowana na ul. Walerego Wróblewskiego (od 1951). Później ulica została nazwana imieniem Generała Władysława Sikorskiego.
Ulica przynależy do rzymskokatolickiej parafii Przemienienia Pańskiego w Sanoku.

## Zabudowa i mieszkańcy
- W przeszłości pod numerem 1 ulicy Antoniego Małeckiego istniała piekarnia Albina Kierczyńskiego[8][9].
- Na początku biegu ulicy leży budynek pod adresem ul. Tadeusza Kościuszki 39, tradycyjnie zwany „Rolnik”[10][11][12][13].
- Kamienica pod numerem 3. W 1931 dom Józefa Tomasika[8]. Przed 1939 pod numerem 3 ul. Antoniego Małeckiego działała Piekarnia parowa Albina Kierczyńskiego, założona w 1900[14][15][16][17][18], który zasiadał w zarządzie Związku Cechów Piekarskich województwa lwowskiego[19]. Piekarnia w tym budynku działała także po wojnie. Budynek został wpisany do gminnego rejestru zabytków miasta Sanoka, opublikowanego w 2015[20].
- Budynek pod numerem 4. Został wpisany do gminnego rejestru zabytków miasta Sanoka, opublikowanego w 2015[21]. W pierwszej połowie XX wieku w domu przy ówczesnej ulicy Antoniego Małeckiego 4 zamieszkiwała rodzina Bezuchów, w tym August Bezucha oraz m.in. jego synowie Jan i Zygmunt[22].
- Budynek pod numerem 7. Został wpisany do gminnego rejestru zabytków miasta Sanoka, opublikowanego w 2015[20].
- Budynek pod numerem 16. W 1972 dom pod ówczesnym adresem ul. Walerego Wróblewskiego 16 został włączony do uaktualnionego wówczas spisu rejestru zabytków Sanoka[23].
- Istniejący do 2007 budynek, mieszczący Ochronkę założoną przez Galicyjskie Zgromadzenie Sióstr Służebniczek NMP ze Starej Wsi oraz żeńską Szkołę Podstawową im. Św. Kingi[7], umiejscowiony pod numerem 5[8][24]. W okresie II Rzeczypospolitej funkcjonowało Towarzystwo Polskiej Ochronki Dzieci Chrześcijańskich w Sanoku, którego prezesem był Jan Misiewicz[25][26]. W miejscu, gdzie istniał budynek powstały zabudowania oddziału PGNiG w Sanoku (o ówczesnym fakcie wyburzenia tego budynku wspomniał poeta Janusz Szuber w utworze z 2008 pt. Dziura w serze. Pustka, opublikowany w tomiku poezji pt. Wpis do ksiąg wieczystych z 2009[27]. Na tym terenie zostały ustanowione:
  - Rzeźba św. Józefa, powstała ok. 1932, usunięta podczas II wojny światowej[28], przeniesiona kolejno na miejsce przy budynku Domu Dziecka przy ulicy Adama Mickiewicza 38[29][30] i obok nowej siedziby Domu Dziecka, mieszczącej się w budynku internatu przy Zespole Szkół nr 4 im. Króla Kazimierza Wielkiego przy ulicy Sadowej 21[31][32].
  - Kapliczka z figurą Najświętszej Maryi Panny Niepokalanie Poczętej[33]. Została poświęcona 21 czerwca 1947 przez ks. Władysława Zulaka[28]. Ma formę niezabudowaną, figura ustanowiona na postumencie, okryta zadaszeniem. Na tablicy umieszczona inskrypcja: Figurę Najświętszej Maryi Panny Niepokalanego Poczęcia ufundowała Cecylia Greczner wieloletnia dyrektorka Szkoły im. Świętej Kingi. Odnowiona przez PGNiG Oddział w Sanoku w latach 2008-2009.
  - Tablica upamiętniająca wmurowanie kamienia węgielnego w fundamenty „ochronki” – domu dziecka, prowadzonego przez Galicyjskie Zgromadzenie Sióstr Służebniczek NMP ze Starej Wsi w dniu 29 lipca 1900 roku. Tablicę ustanowił sanocki oddział PGNiG w październiku 2009 roku w miejscu, gdzie istniał budynek (obecnie znajduje się tam nieruchomość należąca do przedsiębiorstwa).
- Na końcu ulicy stoi dom, obecnie pod adresem ul. Juliusza Słowackiego 24, w którym mieści się Ochronka im. Dzieciątka Jezus[34][35][36]. Prowadzące go służebniczki starowiejskie w 1931 figurowały pod adresem Antoniego Małeckiego 17/18[8].

Przed 1939 przy ulicy A. Małeckiego działał mierniczy przysięgły inż. Wilhelm Łukasiewicz, stolarz Ludwik Dziuban.
W drugiej połowie XX wieku przy ulicy Walerego Wróblewskiego mieszkał Józef Rolski.